# Franz Fiedler (Politiker)
Franz Fiedler (* 12. Februar 1898 in Pinkafeld; † 22. Mai 1956 ebenda) war ein österreichischer Politiker (ÖVP, zuvor SPÖ) und Gerber. Fiedler war verheiratet und von 1949 bis 1950 Abgeordneter zum Burgenländischen Landtag.
Fiedler wurde als Sohn des Waldhüters Johann Fiedler aus Pinkafeld geboren und besuchte die Volksschule in Pinkafeld. Fiedler war Gerber und wurde Mitglied der Sozialistischen Partei. Nachdem er 1934 kurzfristig in politische Haft genommen worden war, war er Arbeiter in der Pinkafelder Lederfabrik. 
Ab 1945 hatte Fiedler die Funktion des SPÖ-Vizebürgermeister inne, trat jedoch 1950 nach parteiinternen Auseinandersetzungen aus der SPÖ aus und der ÖVP bei. Für die ÖVP zog er 1954 erneut in den Gemeinderat ein. Fiedler vertrat die SPÖ von 2. Jänner 1946 bis zum 7. Februar 1950 im Burgenländischen Landtag. 